# Yamanakako
Yamanakako (山中湖村, Yamanakako-mura) és una vila de la prefectura de Yamanashi, Japó, localitzada en la part central de l'illa de Honshū, en la regió de Chūbu. Tenia una població estimada de 5170 habitants l'1 de març de 2021 i una densitat de població de 98 persones per km².

## Geografia
Yamanakako està localitzada a l'extrem sud-est de la prefectura de Yamanashi, amb el llac Yamanaka, un dels cinc llacs del Fuji, trobat al centre de la vila. Gran part de l'àrea del poble és bosc protegit, que s'estén fins a la base de la muntanya Fuji, que també és visible des de molts llocs de la vila.

## Història
S'han trobat nombroses restes del període Jōmon prop del llac Yamanaka, i l'antic comtat de Tsuru, del qual forma part l'àrea, s'esmenta a finals del període Nara als registres de l' Engishiki. L'àrea era una regió fronterera disputada entre el clan Takeda, el clan Imagawa i el clan Odawara Hōjō durant el període Sengoku.
Durant el període Edo tota la província de Kai era territori sota control directe del shogunat Tokugawa. Amb l'establiment del sistema de municipis moderns a principis del període Meiji, el 1875 va ser creat el llogaret de Nakano dins del districte Minamitsuru a la prefectura de Yamanashi, després de la fusió dels llogarets Yamanaka i Hirano i va passar a dir-se Yamanakako l'1 de gener del 1965.

## Demografia
Segons les dades del cens japonès, la població de Yamanakako ha crescut en els darrers 30 anys: 
| Gràfica d'evolució demogràfica de Yamanakako entre 1940 i 2015 |
|                                                                |